# A futura memoria: Pier Paolo Pasolini
A futura memoria: Pier Paolo Pasolini és una pel·lícula documental de 1986 dirigida per Ivo Barnabò Micheli. Va guanyar ex aequo el «Mikeldi de Oro» a la 28a edició del Festival Internacional de Cinema Documental i Curtmetratge de Bilbao (ZINEBI, del 24 al 29 de novembre de 1986).

## Sinopsi
Es tracta d'una recerca per tal de revelar el món interior del director i poeta fecund i provocador Pier Paolo Pasolini, assassinat el 1975 a través de cartes inèdites, el testimoni de persones properes, material d'arxiu sonor i fotogràfic i fragments dels seus discursos i poemes. Ofereix imatges del seu cadàver a la platja d'Ostia i moments del procés Pelosi. També mostra la lectura per Orson Welles del poema de Pasolini Io sono una forza del passato.